# Microgenys weyrauchi
Microgenys weyrauchi är en fiskart som beskrevs av Fowler, 1945. Microgenys weyrauchi ingår i släktet Microgenys och familjen Characidae. Inga underarter finns listade i Catalogue of Life.